# Sant Pere de Tellet

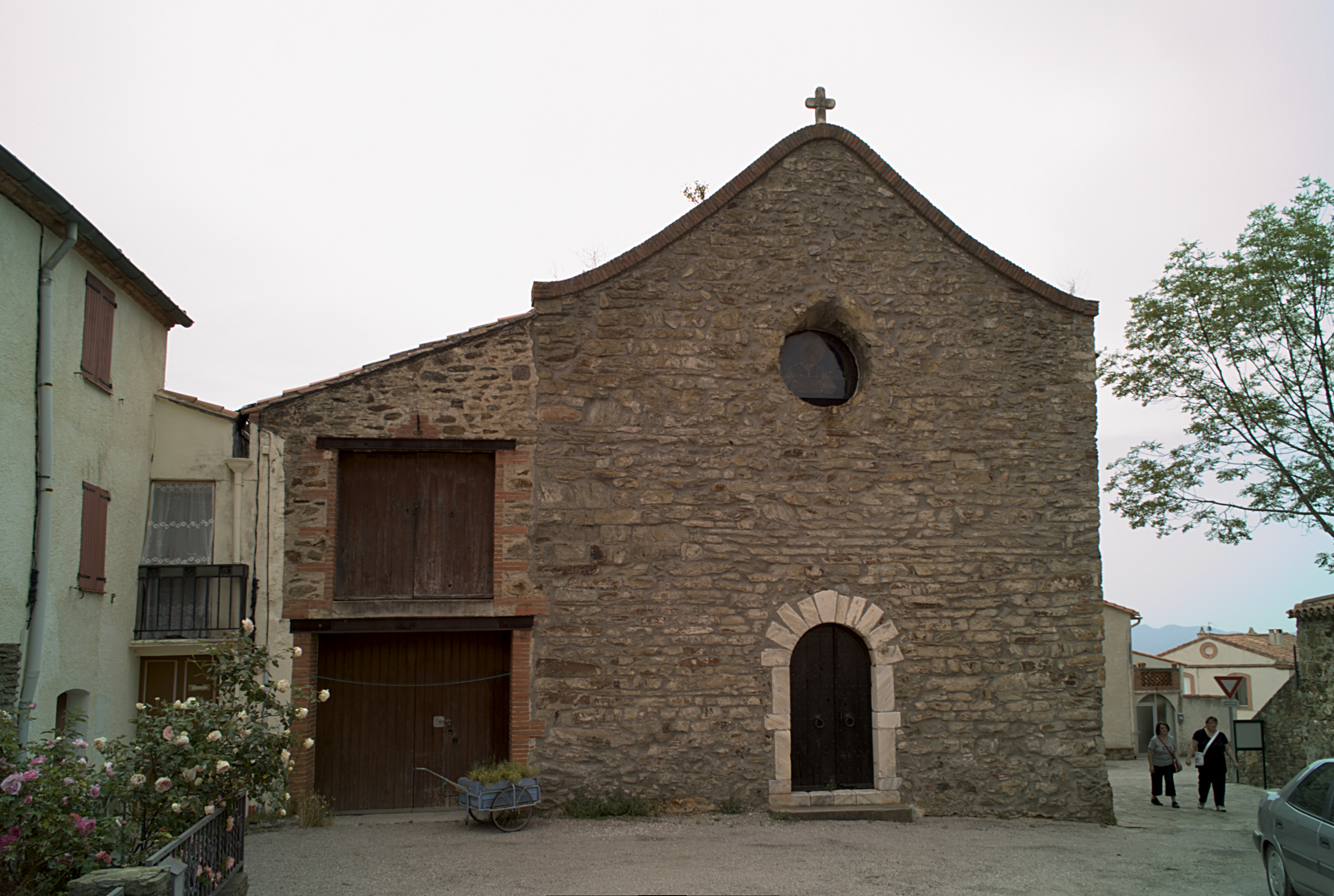
Façana occidental de l'església

Sant Pere de Tellet, actualment Sant Valentí és l'església parroquial romànica del terme comunal rossellonès de Tellet, a la Catalunya del Nord.
És situada al sector nord del terme, en el poble que fa de cap de la comuna.

## Història

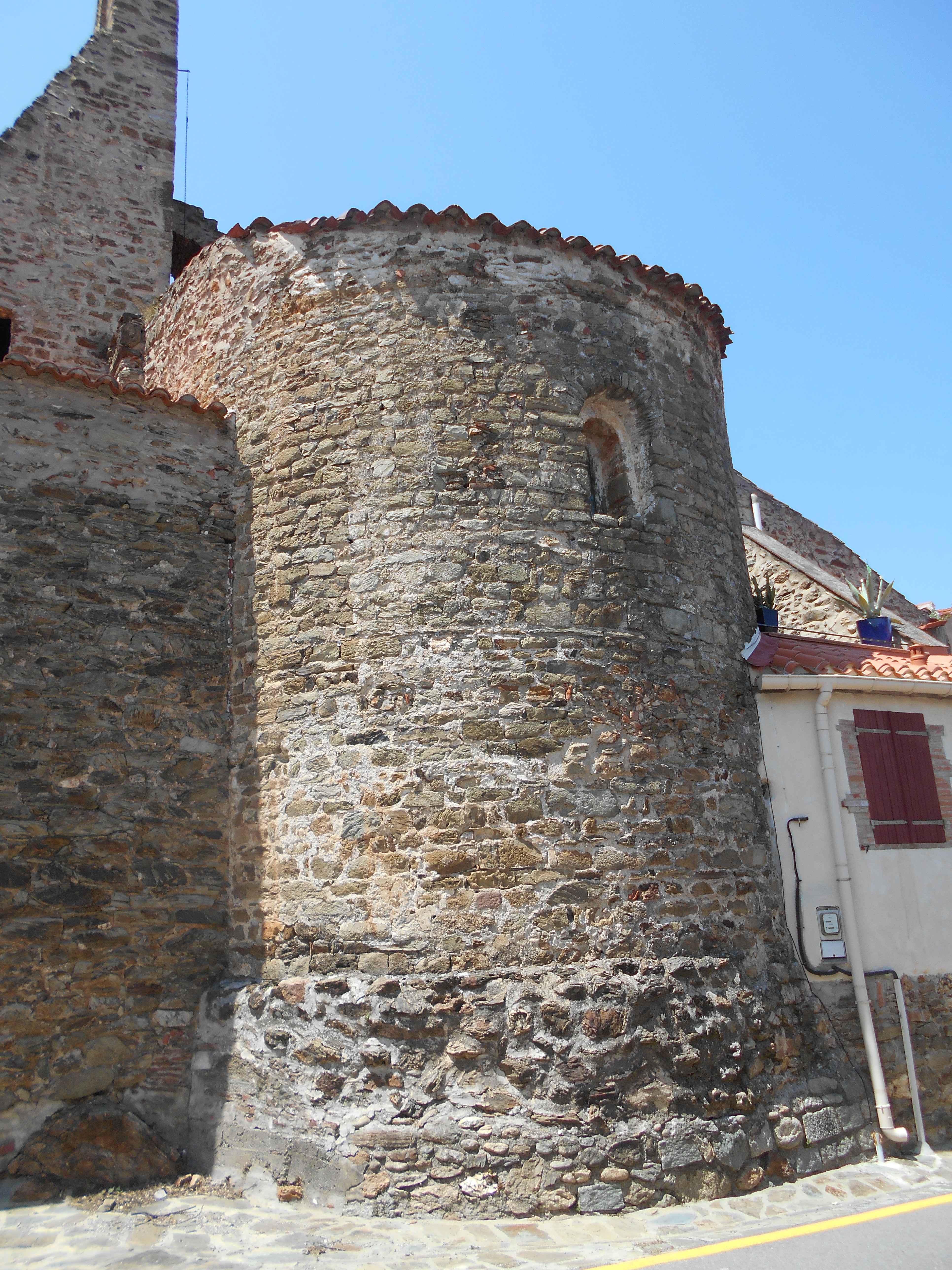
Absis oriental

El 22 d'abril del 876, Anna, filla d'Alaric, comte d'Empúries, i de Rotruda, filla de Berà I, va donar l'alou de Tellet (Teletas) al comte Radulf I de Besalú i a la seva esposa Ridlinda. Aquest alou (loco vocato Talledo) és el que el 987 fou donat al monestir de Sant Joan de les Abadesses per Oliba Cabreta de Cerdanya-Besalú com a dot monacal a la seva filla natural Ingilberga, tinguda amb Ingilberga de Besora, quan la noia entrà de monja a Sant Joan de les Abadesses, també anomenat en aquell moment Sant Joan de Ripoll. Torna a estar documentat el 1043 (Talled) i el 1067 (Tellied). El 1186 el rei Alfons I el Cast afegia més alous a les possessions del monestir ripollès amb dos masos més de la parròquia de Tellet (parrochia S. Petri de Telleto), anomenats ad Sala, dels germans Ramon i Guillem de Sala.

## L'edifici
Es tracta d'una església del segle xii, de nau única amb absis semicircular a llevant. Al costat meridional hi ha un campanar de planta quadrada. La nau és coberta amb volta de canó llis apuntada, damunt d'arcades laterals de mig punt, com també és de mig punt l'arc presbiterial.

## Làpida

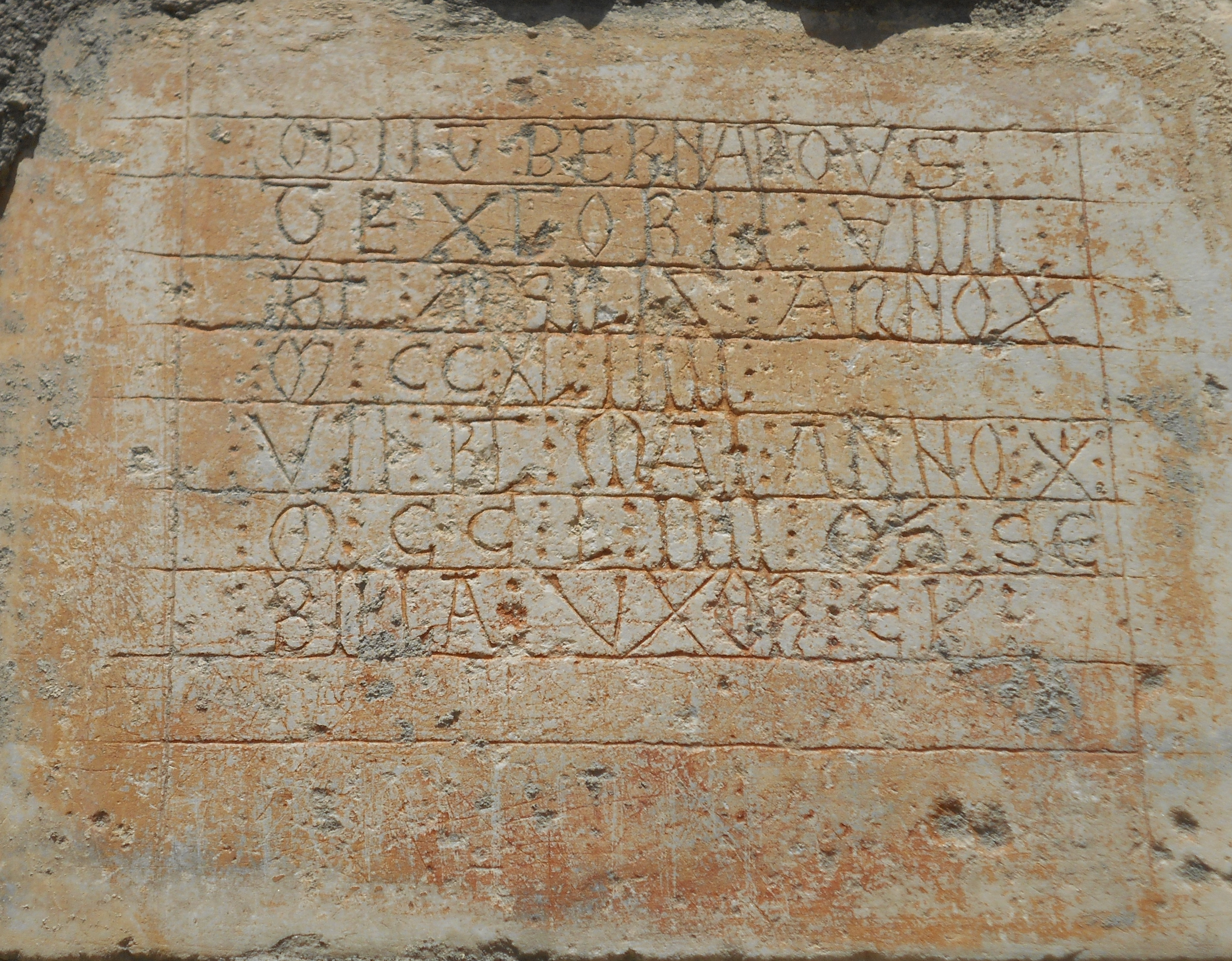
Làpida de Sant Pere de Tellet

En el mur exterior de migdia, a dos metres d'alçada, hi ha una làpida de pedra amb un epitafi que, traduït, diu: Bernat Teixidor morí el 9 de les calendes (24 de març) de Crist de 1245 (1246). El 7 de les calendes de maig (25 d'abril) de l'any de Crist de 1254 morí Sibil·la, la seva muller.

## Pica baptismal
L'església de Tellet conserva una pica baptismal grossa, de marbre blanc llis, llevat de cinc caps situats a l'entorn d'un pany. Pertany també al segle xii.